# Сокото (штат)
Соко́то (англ. Sokoto State) — один із 36 штатів у складі Нігерії. Розташований на північному заході країни. Адміністративний центр — місто Сокото.

## Клімат
Штат знаходиться в зоні саван. Рік ділиться на два сезони - сухий та сезон дощів. Сухий сезон починається в жовтні і триває до квітня (а іноді - і до червня). Сезон дощів, в свою чергу, займає проміжок часу з травня по вересень чи жовтень . Загальна кількість опадів на рік - від 500 до 1300 мм.

## Історія
У XIX столітті на території сучасного штату розташовувався халіфат Сокото. У 1903 році ця територія була захоплена британськими військами під проводом барона  Фредеріка Лугарда . Була утворена провінція Північна Нігерія, куди входила і територія сучасного штату Сокото. У 1967 році, вже після здобуття Нігерією незалежності, країна була розділена штати . У 1976 р в результаті територіальної реформи Північно-Західний штат був розділений на штати Сокото і Нігер. У 1991 році зі складу штату був виділений новий штат - Кеббі, в 1996 ще один - Замфара .

## Населення
Населення штату, згідно з результатами перепису 2006 року, становить 3 702 676 чол. Переважаючими етнічними групами в регіоні є хауса і фульбе. Також проживають туареги і забармава .
Більшість віруючих - суніти (також є шиїтська меншість).

## Адміністративний поділ
До складу штату входять 23 райони:
| Район           | Площа, км² | Населення, осіб (2006) |
| --------------- | ---------- | ---------------------- |
| Бінджі          | 559        | 105027                 |
| Бодінга         | 564        | 175406                 |
| Вамако          | 697        | 179619                 |
| Вурно           | 685        | 162307                 |
| Гада            | 1315       | 248267                 |
| Гвадабава       | 991        | 231358                 |
| Гороньо         | 1704       | 182296                 |
| Гуду            | 3478       | 95544                  |
| Данге-Шуні      | 1210       | 194546                 |
| Іллела          | 1246       | 150489                 |
| Іса             | 2158       | 146103                 |
| Кеббе           | 2618       | 124658                 |
| Кваре           | 554        | 133899                 |
| Південне Сокото | 41         | 194914                 |
| Північне Сокото | 51         | 232846                 |
| Рабах           | 2433       | 149165                 |
| Сабон-Бірні     | 2354       | 207599                 |
| Сіламе          | 790        | 104378                 |
| Тамбувал        | 1717       | 224931                 |
| Тангаза         | 2477       | 113853                 |
| Турета          | 2383       | 68370                  |
| Шагарі          | 1332       | 156413                 |
| Ябо             | 789        | 115011                 |